# Псилофиты
Псилофиты (Псилофитовые, лат. Psilophytites) — условный таксон в классификации растений, включающий вымершие примитивные споровые травянистые сосудистые растения, некоторые достигали трёх метров в высоту. Поздний силур — девонский период всех континентов.
В русскоязычной палеоботанике термин «псилофиты» в течение длительного времени являлся синонимом риниофитов.

## Термин

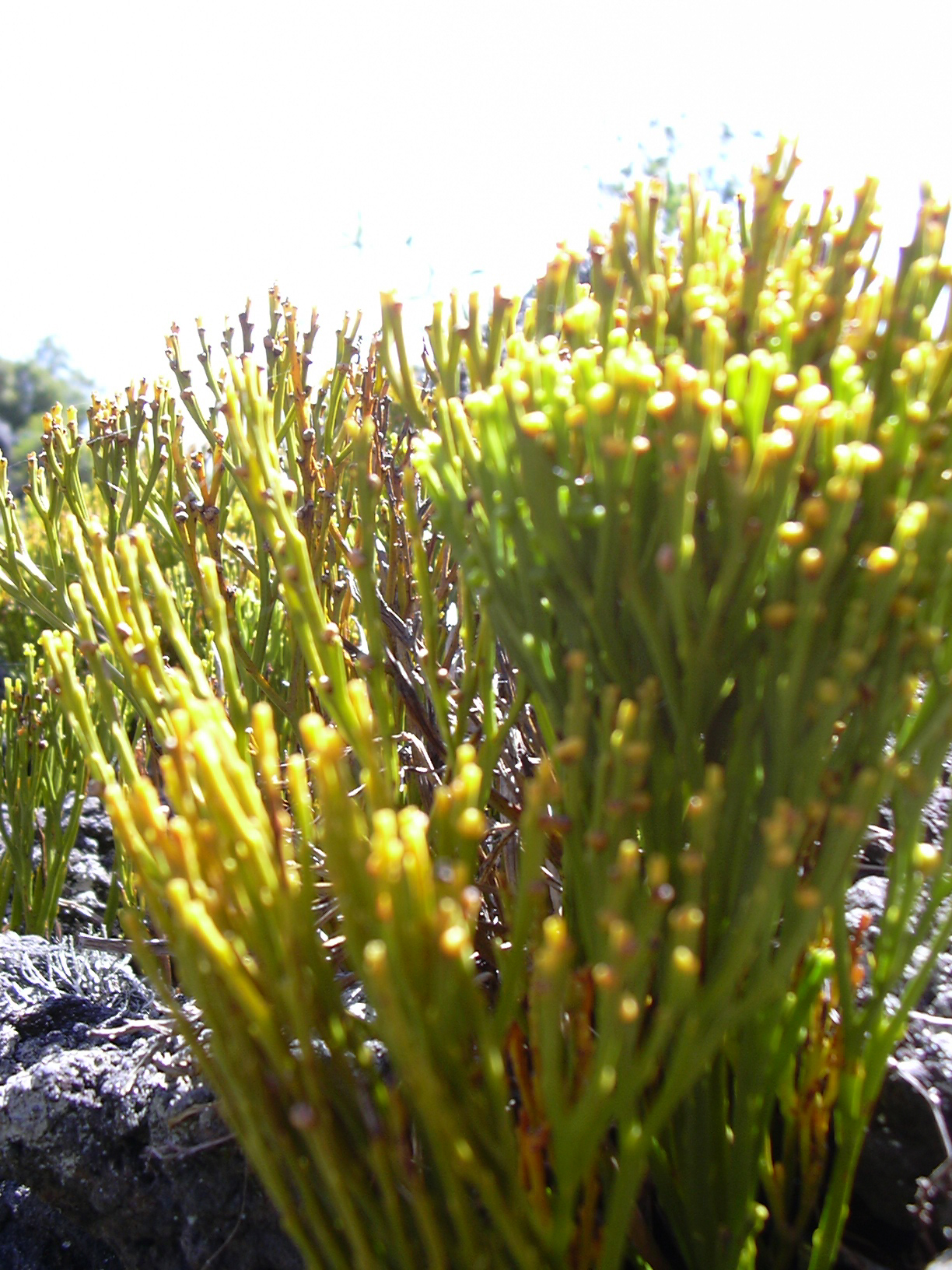
Внешне похожи на псилоты (Psilotum)

Псилофит — устаревшее название от греч. ψιλός — «голый».
В современной классификации псилофиты — синоним вымершего порядка Тримерофитовые (Trimerophytales Bold et al., 1987) высших споровых растений класса Риниофиты.
Смысл термина менялся со временем; по состоянию на начало XXI века он обозначал парафилетическую или полифилетическую группу сосудистых растений, включающую, например, аглаофитон, растения из класса Зостерофилловые, а также эуфиллофиты. Х. Бэнкс связал живучесть термина, группирующего разнородные растения, с возникновением «образа» примитивных ранних растений девонского периода и влиянием этого понятия на работы по морфологии растений.

## История
Даусон (англ. J. W. Dawson) в 1859 году осознал, что ветвящиеся безлиственные окаменелости девонского периода напоминают современный псилот, и придумал для ископаемого растения название псилофитон. При этом прошло более ста лет от открытия этих растений до выбора типового экземпляра и надёжного описания. В промежутке нечёткая классификация критических особенностей — положения спорангия и строения стел — привела к общей таксономии для несвязанных растений.
Собственно таксон Psilophytites был введён О. А. Хёгом в 1952 году для описания окаменевших стеблей, которые не могли быть точно расклассифицированы, обычно из-за отсутствия спорангия.